# Джарел Милър
Джарел Милър (роден на 15 юли 1988 година) е американски кикбоксьор и боксьор, който се състезава в тежка категория.
Известен с агресивния си боен стил, Милър първоначално започва обучение по муай-тай като начин да се защитава по улиците. Той добива популярност през 2007 г., когато се състезава за „Тигрите от Ню Джърси“ в световната Комбат лига и стига до финалите на турнира „Златни ръкавици Ню Йорк“ същата година. През 2012 г. той започва да се бие в „К-1“.

## Ранен живот
Милър е роден и израснал в Бруклин, Ню Йорк, и има карибски и латиноамерикански произход. Той се захваща с „Муай-тай“ като начин да се отбранява, след като го нападат на улицата. Започва муай-тай на 14-годишна възраст и бокс на 16-годишна възраст.

## Професионална боксова кариера
Като аматьорски боксьор, Милър достига до финала на турнир Ню Йорк Златни ръкавици тежка категория на Медисън Скуеър Гардън 2007 г. в Ню Йорк, където губи от Tор Хамър по точки (4 – 1).

## Титли и успехи
- WBO NABO тежка категория: шампион (1 път, настоящ)
- WBA-NABA междинна тежка категория: шампион (1 път)
- 2007 Ню Йорк Златни ръкавици тежка категория: подгласник